# Nick Zimmerman
 Nick Zimmerman  (Nacido el 3 de mayo de 1986 en Tampa, Florida) es un futbolista estadounidense. Juega como mediocampista y su equipo actual es el Philadelphia Union de la Major League Soccer.

## Trayectoria
Zimmerman comenzó su carrera en el fútbol colegial de Estados Unidos en la Universidad de James Madison en el 2004. En cuatro temporadas con James Madison, Zimmerman participó en 75 partidos en los que anotando 13 goles.
Tras su carrera colegial, Zimmerman fichó por Red Bull New York de Major League Soccer en el 2009.  Durante la pretemporada de Red Bull New York, Zimmerman  ha destacado por su versatilidad, jugando de carrilero izquierdo y medio centro a alto nivel.
En mayo de 2009 Red Bulls llegó a un acuerdo de Préstamo con Crystal Palace Baltimore. para ceder al jugador al conjunto de la Segunda División. Para la campaña del 2010 jugará con el nuevo club de expansión de la MLS, el Philadelphia Union.

## Internacional
En el 2001 Zimmerman jugó para la selección nacional Sub-15 de Estados Unidos.

## Clubes
| Club                      | País           | Año   |
| ------------------------- | -------------- | ----- |
| New York Red Bulls        | Estados Unidos | 2009  |
| Crystal Palace Baltimore  | Estados Unidos | 2009  |
| New York Red Bulls        | Estados Unidos | 2009  |
| Philadelphia Union        | Estados Unidos | 2010  |
| Harrisburg City Islanders | Estados Unidos | 2010  |
| Philadelphia Union        | Estados Unidos | 2010- |